# Wirkungsart
Der Begriff Wirkungsart wird in militärischem Zusammenhang verwendet, um Waffenwirkungen in einem Gefecht auf den Feind (Ziel) zu beschreiben.

## Erläuterung
Die Wirkung auf ein Ziel hängt von Art (gepanzert oder ungepanzert) und Größe des Zieles ab und davon, ob es sich in Deckung befindet (z. B. einer ausgebauten Stellung) oder sich bewegt. Um also eine bestimmte Wirkungsart zu erreichen, sind die einzusetzenden Waffen und ebenso die einzusetzende Munitionsart und Munitionsmenge entsprechend zu bestimmen.
Wirkungsarten sind:
| Vernichten   | Feind wird in seiner Kampfkraft um ca. 60 % herabgesetzt und kann keinen Auftrag mehr ausführen.                                                                               |
| Zerschlagen  | Feind wird in seiner Kampfkraft um ca. 30 % herabgesetzt und kann seinen bisherigen Auftrag nicht mehr ausführen.                                                              |
| Abriegeln    | Feind wird zeitlich begrenzt auf seiner bisherigen Bewegungsachse zum Stehen gebracht, z. B. durch Einsatz von Panzerabwehrwurfminen der Artillerie. (Gefechtsfeldabriegelung) |
| Niederhalten | Feind wird in Deckung gezwungen und so in seinen Beobachtungs- und Wirkungsmöglichkeiten behindert, z. B. um eigene Bewegungen zu erleichtern.                                 |
| Blenden      | Feind wird durch künstlichen Nebel in seinen Beobachtungs- und Wirkungsmöglichkeiten behindert, z. B. um eigene Bewegungen zu erleichtern.                                     |
| Stören       | Feind wird in seinen Tätigkeiten behindert. Er kommt außerdem nicht zur Ruhe und wird psychisch belastet.                                                                      |
| Beleuchten   | Ein Geländeteil wird mit Hilfe von Leuchtmunition für eine begrenzte Zeit ausgeleuchtet. (Gefechtsfeldbeleuchtung)                                                             |

Sonderformen des Artilleriefeuers sind Sperrfeuer, die der Truppenführer im Vorfeld eines Gefechts, in der Regel in der Gefechtsart Verteidigung, frühzeitig befiehlt und die so vorbereitet werden, dass unter maximalem Munitionseinsatz kurzfristig ein feindlicher Angriff zum Stehen gebracht wird und Schlüsselgelände von eigenen Kräften behauptet werden kann.
Die verschiedenen Wirkungsarten werden als Begriffe insbesondere von der Artillerie verwendet, um – verbunden mit einer Zielmeldung – die Anforderung von Artilleriefeuer zu definieren.